# Pernille Fischer Christensen
Pernille Fischer Christensen (Copenaghen, 24 dicembre 1969) è una regista e sceneggiatrice danese.
Il suo film A Soap ha vinto l'Orso d'argento, gran premio della giuria al Festival di Berlino 2006.

## Filmografia parziale
- Pigen som var søster (1997)
- Indien (1999)
- Habibti min elskede (2002)
- A Soap (En Soap) (2006)
- Dansen (2008)
- En familie (2010)
- En du elsker (2014)